# Argostemma angustifolium
Argostemma angustifolium là một loài thực vật có hoa trong họ Thiến thảo. Loài này được Miq. mô tả khoa học đầu tiên năm 1856.